# La Aldea de San Nicolás
Pour les articles homonymes, voir Nicolás de Tolentino (homonymie), Tolentino (homonymie) et Aldea.
La Aldea de San Nicolás, dénommée San Nicolás de Tolentino jusqu'en 2005, est une commune de la communauté autonome des Îles Canaries en Espagne. Elle est située à l'ouest de l'île de Grande Canarie dans la province de Las Palmas au sud-ouest de Las Palmas de Gran Canaria et au nord-ouest de Puerto Rico.

## Géographie

### Localisation

Localisation de l'île de Grande Canarie dans les Îles Canaries.
Localisation de La Aldea de San Nicolás dans l'île de Grande Canarie.

| Océan Atlantique | Océan Atlantique et Artenara | Artenara |
| Océan Atlantique | La Aldea de San Nicolás      | Tejeda   |
| Océan Atlantique | Océan Atlantique et Mogán    | Mogán    |

### Transports
- Route Puerto Rico - Gáldar

## Démographie
| Année | Population | Densité   |
| ----- | ---------- | --------- |
| 1991  | 7.751      | 62,72/km2 |
| 1996  | 8.082      | 65,39/km2 |
| 2001  | 7.668      | 61,83/km2 |
| 2002  | 8.063      | 65,25/km2 |
| 2003  | 8.089      | 65,76/km2 |
| 2004  | 7.988      | 64,71/km2 |
| 2005  | 8.299      | 67,15/km2 |
| 2006  | 8.409      | 68,04/km2 |
| 2007  | 8.431      | 68,22/km2 |
| 2009  | 8.539      | 69,1/km2  |

## Personnalités
- Román Rodríguez Rodríguez (1er mars 1956), homme politique canarien et président des îles Canaries de 1999 à 2003.